# Dehesa

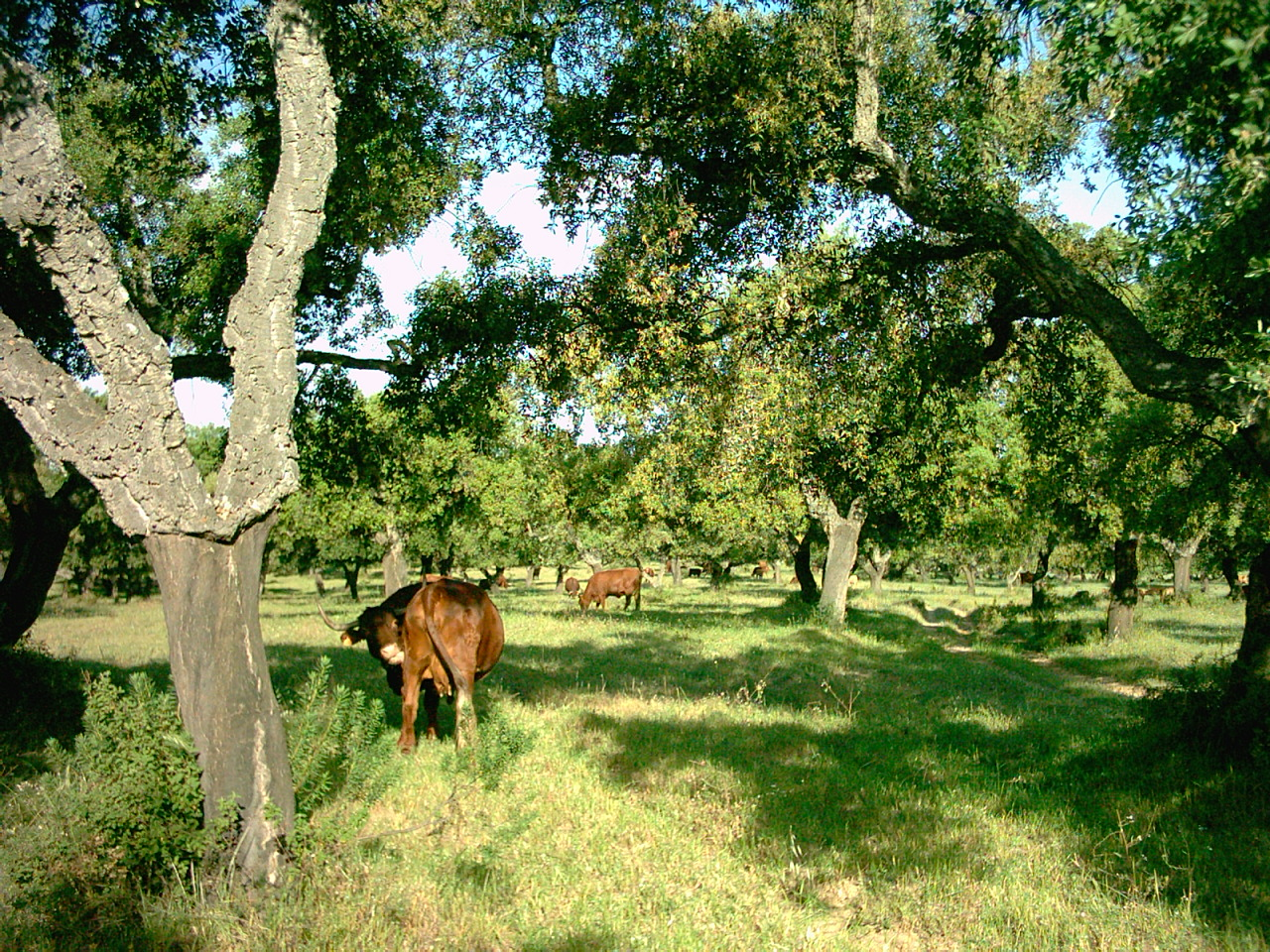
La dehesa de Boyal à Bollullos, dans la province de Huelva

Une ou un dehesa (de l'espagnol signifiant « pâturage »), montado en portugais, devesa en catalan et galicien, est un domaine foncier municipal formé d'une pâture en sous-bois clairsemé. Ce mode d'exploitation agro-sylvo-pastoral se rencontre dans la péninsule Ibérique et au Maghreb. Existant depuis le Moyen Âge, il permet aux habitants d'une commune de nourrir gratuitement leur bétail et de récolter des produits forestiers non ligneux.

## Origine
La dehesa tire son origine de l'écosystème forestier méditerranéen, milieu où cohabitent plantes herbacées et arbres clairsemés. Ces derniers sont souvent des chênes (chêne vert, Quercus ilex ou chêne-liège, Quercus suber) mais on observe également des dehesas dans des bois de hêtres ou de pins de différentes variétés.
Cet environnement permet à la fois de nourrir le bétail grâce à la présence d'herbages et de récolter les produits naturels du sous-bois tels que champignons, graines, fruits, gibier. Ce sont ces possibilités qui donnent naissance, au Moyen Âge, au mode d'exploitation de la dehesa, située à l'origine sur le domaine seigneurial. Ce système perdure à l'époque moderne, dans un contexte économique particulier,

## Contexte économique
La dehesa est aujourd'hui un domaine communal accessible à tout habitant de la commune. Ce mode d'exploitation revêt une grande importance dans la péninsule ibérique, dans la mesure où il aide à maintenir in situ des populations rurales à faible niveau de vie. Le système a notamment permis de réduire l'abandon des fermes, l'exode vers les villes et le vieillissement de la population.
On le rencontre dans des régions à faible potentiel économique : sols pauvres, production agricole limitée, industrie inexistante. Dans la péninsule ibérique, il occupe une surface comprise, selon les auteurs, entre deux et quatre millions d'hectares, notamment en Espagne, dans les provinces de Cordoue, Salamanque, Séville, la communauté de l'Estrémadure, la Sierra Morena, la Sierra de Huelva et au Portugal, dans les régions de l'Alentejo et de l'Algarve.

## Dans le Maghreb
Le système communal de la dehesa se rencontre également dans le Maghreb. Différentes espèces peuvent y être rencontrées : chênes, oliviers, caroubiers, etc. Une des plus importantes dehesa d'Algérie se trouve à l'est du pays, entre la plaine de Morsott et le plateau de Boukhadra[réf. nécessaire].